# Eric Ravilious

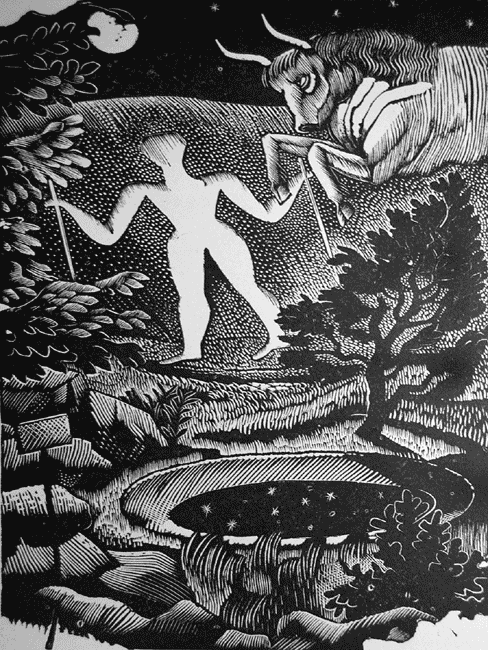
Eric Ravilious: Taurus-Design für den Monat Mai im Almanach der Lanston Company (1929), Holzschnitt. Die große weiße Figur zeigt den Long Man of Wilmington.

Eric Ravilious (* 22. Juli 1903 in London; † 2. September 1942 in Island) war ein britischer Maler, Designer, Buchillustrator und Xylograph.

## Leben und Werk

### Frühe Jahre
Ravilious zog in frühen Jahren mit seiner Familie nach Eastbourne, Sussex, wo sein Vater einen Laden für Antiquitäten besaß und Ravilious Schüler der Grammar School war. 1919 gewann er, aufgrund seines Abschlusses bei den Senior Local Examinations mit Schwerpunkt im Zeichnen, ein erstes Stipendium für ein Studium an der Eastbourne School of Art sowie 1922 ein zweites Stipendium an der Royal College of Art in London, wo er bis 1925 weilte. Hier studierte er von 1924 bis 1925 bei Paul Nash und schloss Freundschaft mit den Mitstudenten Edward Bawden und Douglas Percy Bliss sowie anderen Zeitgenossen, darunter Henry Moore, Barnett Freedman und Raymond Coxon. Ein Reisestipendium zum Studium der Alten Meister ermöglichte ihm 1925 eine Reise nach Italien, wo er im Frühjahr Florenz und Siena besuchte. Im selben Jahr wurde er von Nash als Mitglied an der Society of Wood Engravers vorgeschlagen. In dieser Zeit erhielt er Aufträge von Verlagen für Xylographien, wie eine Illustrierung des Romans Desert, a Legend von Martin Armstrong, der 1926 von Jonathan Cape publiziert wurde, und wirkte als Lehrer an der Eastbourne School of Art. Des Weiteren hatte Ravilious Projekte mit der Cresset Press und der Curwen Press sowie der Lanston Company, heute Monotype Corporation. 1928 arbeitete er zusammen mit Edward Bawden an einem Auftrag eines Wandgemäldes im Speisesaal des Morley College in London.

### Heirat und erste Einzelausstellung
1930 heiratete Ravilious die Künstlerin Eileen Lucy „Tirzah“ Garwood (1908–1951), die eine Schülerin von Ravilious an der Eastbourne School of Art gewesen war, und lehrte halbtags am Royal College of Art. Garwood galt als talentierte und vollendete, auf ihre eigenen Rechte als Künstlerin bestehende Frau. Später assistierte sie ihrem Mann bei seinen Wandgemälden. Zunächst zog das Paar nach Earl’s Court, dann nach Hammersmith. Das Jahr 1930 gab Ravilious eine der seltenen Möglichkeiten künstlerischer Erlebnisse außerhalb seiner Tätigkeit. In einer Ausstellung, die von Sir Philip Sassoon ausgerichtet wurde, sah er, neben weiteren Bildern des 18. Jahrhunderts, Bilder des britischen Malers Johann Zoffany und war, wie sein Freund Edward Bawden bemerkte, „hingerissen“. Nach einigen Versuchen in der Ölmalerei, verließ er diese wieder, da er die Technik allzu sehr wie „Zahnpasta“ empfand. 1932 entschieden sich Bawden und Ravilious ein Haus auf dem Land zu pachten, um, mit Familie und Freunden, der Großstadt London zu entfliehen und zu malen. Sie entschieden sich für Brick House in Great Bardfield in Essex. Im selben Jahr hielt Ravilious sich in Wiltshire auf und malte in Oare, nahe Marlborough, mehrere Aquarelle, so zum Beispiel Walled Garden und Strawberry Nets. Für einen in der Golden Cockerel Press erschienenen Band fertigte er die Xylographien für Twelfth Night an. Die Zwemmer Gallery, London, richtete 1933 die erste Einzelausstellung von Aquarellen aus und Ravilious arbeitete an einem Wandgemälde für das Midland Hotel in Morecambe.

### Designs, Lithographie und Entwürfe
Im Jahre 1935, nach der Geburt seiner zwei Kinder John und Anne, verlegte er seinen Wohnsitz nach Essex und lebte in Castle Hedingham. 1936 erfolgte seine zweite Einzelausstellung von Aquarellen in der Zwemmer Gallery und er begann sich mit der Lithographie zu befassen. Für Wedgwood fertigte er Designs für Töpfer- und Porzellanwaren an. Sehr bekannt sind zum Beispiel die Alphabet-Designs auf Trinktassen, von denen die erste als Krönungstasse (coronation mug) Edwards VIII. angefertigt wurde. Für den britischen Pavillon auf der Internationalen Weltausstellung 1937 in Paris fertigte er Entwürfe sowie Xylographien für die von der Nonesuch Press herausgegebenen und 1938 erschienenen Edition von Gilbert White’s Selborne an und arbeitete an lithographischen Illustrationen zu High Street. Zudem arbeitete Ravilious an Keramik-, Möbel- und Glasdesigns. 1938 brach Ravilious zwecks Malexpeditionen nach Aldeburgh, Bristol, Kent und Wales auf. Im Mai 1939 hatte er eine Ausstellung in der Tooth’s Galley, London. Die Sommermonate verbrachte er in den Downs im Süden Englands, um die in den Kalkstein geritzten Geoglyphen Cerne Abbas Giant, Long Man of Wilmington, George III. bei Weymouth sowie Uffington White Horse und Westbury White Horse in Aquarell darzustellen. Im August 1939 wurde sein Sohn James (1939–1999) geboren, der ein bekannter englischer Photograph wurde.

### Letzte Jahre
Nach Ausbruch des Zweiten Weltkriegs wurde Ravilious im Januar 1940 zum offiziellen Kriegsmaler mit dem Ehrenrang eines Captain der Royal Marines ernannt. Während seiner ersten Dienstzeit als Kriegskünstler malte er in den Royal Naval Barracks in Chatham und Sheerness, bevor er im Mai 1940 auf der H.M.S. Highlander in die Arktis aufbrach. Auf der H.M.S. Dolphin malte er bei Gosport und den Kämpfen an der Küste von Newhaven Bilder, die das Thema Unterseeboot zur Aufgabe hatte. Die Wintermonate 1940/41 verbrachte er in Essex, um an einer in Auftrag gestellten Serie von Lithographien über Unterseeboote zu arbeiten. Des Weiteren arbeitete er an einem Projekt eines Buches über seine im Sommer in den Downs entstandenen Aquarelle der Geoglyphen. Beide Projekt kamen jedoch nie zustande. 1941 verbrachte er weitere sechs Monate bei der Royal Navy in Dover, wo er das Bombardement der Kriegskämpfe auf dem Ärmelkanal malte. Im Oktober ging er nach Schottland, wo er die Forth Bridge malte und seine ersten Erfahrungen bei der Fleet Air Arm mit Flugzeugen gewann. Im März 1942 malte er zunächst Lysanders in den Plains of York, gefolgt von Aufenthalten bei der Royal Air Force in York und den R.A.F.-Standorten in Debden, Sawbridgeworth und Weston Zoyland. Ende August brach Ravilious zu einem R.A.F.-Standort nach Island auf. Am 2. September, während er von einem Luft-See-Rettungsflugzeug aus eine Rettungsaktion beobachtete, um sie auf Papier zu bringen, stürzte das Flugzeug ab.

## Ausstellungen (Auswahl)
- 1933: Zwemmer Gallery, Watercolours
- 1936: Zwemmer Gallery, Watercolours
- 1939: Arthur Tooth & Sons

## Werke (Auswahl)
- 1929: Taurus-Design für den Monat Mai im Almanch der Lanston Monotype Corporation Ltd., Monotype Corporation Limited (1982)
- 1932: Strawberry Nets, Aquarell und Bleistift, 35,6 × 45,7 cm, Privatkollektion (1982). Abb.
- 1934: Furlongs, Aquarell und Bleistift, 43,2 × 50,8 cm, Privatkollektion (1982). Abb.
- 1935: The Greenhouse: Cyclamen and Tomatoes, Aquarell und Bleistift, 47 × 59,7 cm, Tate Gallery, London. Abb.
- 1934: Wiltshire Landscape, Aquarell und Bleistift, 41,9 × 54,6 cm, Privatkollektion (1982). Abb.
- 1938: Lifeboat, Aquarell und Bleistift, 43,2 × 50,8 cm, Privatkollektion (1982).
- 1939: Train Landscape, Aquarell und Bleistift, 44,4 × 54,6 cm, Aberdeen Art Gallery and Museum Aberdeen (1982). Abb.
- 1939: The Westbury Horse, Aquarell und Bleistift, 44,4 × 53,3 cm, Ravilious family. Abb.
- 1940: H.M.S. Ark Royal in Action, Aquarell und Bleistift, 45,1 × 57,2 cm, Trustees of the Imperial War Museum, London. Abb.
- 1940: Submarine in Dry Dock, Aquarell und Bleistift, 43 × 57 cm, Tate Gallery, London. Abb.
- 1941: Bombing the Channel Ports, mit dem Sound Mirror bei Abbot’s Cliff. Aquarell und Bleistift, Imperial War Museum, London.